# Pirey
Pirey é uma comuna francesa na região administrativa de Borgonha-Franco-Condado, no departamento de Doubs. Estende-se por uma área de 6,67 km². Em 2010 a comuna tinha 2 134 habitantes (densidade: 319,9 hab./km²).